# سابین شوت-کری
سابین شوت-کری (انگلیسی: Sabine Schut-Kery؛ زادهٔ ۱۰ سپتامبر ۱۹۶۸) سوارکار اهل ایالات متحده آمریکا است.
وی در مسابقات کشوری و بین‌المللی در مجموع برندهٔ ۱ مدال طلا، ۱ مدال نقره شده‌است.